# Маленьке золото
Маленьке золото (англ. That Little Band of Gold) — американська короткометражна кінокомедія Роско Арбакла 1915 року.

## Сюжет
Після весілля Фатті швидко втратив інтерес до сімейного життя. Він пустився у флірт, і справа дійшла до розлучення. І тут їхні почуття спалахнули знову.

## У ролях
| - Роско ’Товстун’ Арбакл — Фатті - Мейбл Норманд — Мейбл - Форд Стерлінг — Гассі Готрокс - Еліс Девенпорт — мама Мейбл - Філліс Аллен — людина в залі - Чарльз Арлінг — метрдотель - Едвард Бібі — людина в залі - Хелен Карлайл — покоївка - Глен Кавендер — суддя - Чарлі Чейз — чоловік в передньому ряді | - Едвард Ф. Клайн — людина в залі - Боббі Данн — людина в залі - Мінта Дарфі — людина в залі - Біллі Гілберт — людина в залі - Мак Свейн — людина в залі - Біллі Волш — людина в залі - Аль Ст. Джон — офіціант - Едгар Кеннеді — людина в залі - Френк Гейз — людина в залі |